# 히가시카이타정
히가시카이타정(東海田町)은 일본 히로시마현 아키군에 설치되었던 정이다. 현재의 가이타정의 일부에 해당한다.